# Centris violacea
Centris violacea är en biart som beskrevs av Amédée Louis Michel Lepeletier 1841. Centris violacea ingår i släktet Centris och familjen långtungebin. Inga underarter finns listade.